# Gotham Independent Film Awards 2015
La 25ª edizione dei Gotham Independent Film Awards si sono svolti il 30 novembre 2015 al Cipriani Wall Street di New York. Le candidature sono state annunciate nell'ottobre del 2015.

## Vincitori e candidati
I vincitori sono indicati in grassetto, a seguire gli altri candidati.

### Miglior film
- Il caso Spotlight (Spotlight), regia di Thomas McCarthy
- Carol, regia di Patricia Highsmith
- Diario di una teenager (The Diary of a Teenage Girl), regia di Marielle Heller
- Heaven Knows What, regia di Josh e Benny Safdie
- Tangerine, regia di Sean Baker

### Miglior documentario
- The Look of Silence, regia di Joshua Oppenheimer
- Approaching the Elephant, regia di Amanda Wilder
- Cartel Land, regia di Matthew Heineman
- Heart of a Dog, regia di Laurie Anderson
- Listen to Me Marlon, regia di Stevan Riley

### Miglior attore
- Paul Dano - Love & Mercy
- Christopher Abbott - James White
- Kevin Corrigan - Results
- Peter Sarsgaard - Experimenter
- Michael Shannon - 99 Homes

### Miglior attrice
- Bel Powley - Diario di una teenager (The Diary of a Teenage Girl)
- Cate Blanchett - Carol
- Blythe Danner - Nei miei sogni (I'll See You in My Dreams)
- Brie Larson - Room
- Lily Tomlin - Grandma
- Kristen Wiig - Welcome to Me

### Miglior regista emergente
- Jonas Carpignano - Mediterranea
- Desiree Akhavan - Appropriate Behavior
- Marielle Heller - Diario di una teenager (The Diary of a Teenage Girl)
- John Magary - The Mend
- Josh Mond - James White

### Miglior interprete emergente
- Mya Taylor - Tangerine
- Rory Culkin - Gabriel
- Arielle Holmes - Heaven Knows What
- Lola Kirke - Mistress America
- Kitana Kiki Rodriguez - Tangerine

### Miglior sceneggiatura
- Thomas McCarthy e Josh Singer - Il caso Spotlight (Spotlight)
- Phyllis Nagy - Carol
- Marielle Heller - Diario di una teenager (The Diary of a Teenage Girl)
- Oren Moverman e Michael Alan Lerner - Love & Mercy
- Noah Baumbach - Giovani si diventa (While We're Young)

### Miglior serie rivelazione - forma lunga
- Mr. Robot
- Jane the Virgin
- Transparent
- Unbreakable Kimmy Schmidt
- UnREAL

### Miglior serie rivelazione - forma corta
- Shugs and Fats
- Bee and PuppyCat
- The Impossibilities
- Qraftish
- You’re So Talented

### Premio del pubblico
- Tangerine

### Premio speciale della giuria per il miglior cast
- Il caso Spotlight (Spotlight) - Mark Ruffalo, Michael Keaton, Rachel McAdams, Liev Schreiber, John Slattery, Stanley Tucci e Brian d'Arcy James

### Spotlight on Women Filmmakers "Live the Dream" Grant
- Chanelle Aponte Pearson – 195 Lewis
- Claire Carré – Embers
- Deb Shoval – AWOL

### Premio alla carriera
- Steve Golin
- Todd Haynes
- Helen Mirren
- Robert Redford